# هوربری
هوربری (به انگلیسی: Horbury) یک روستا و شهرک در بریتانیا است که در سیتی ویکفیلد واقع شده‌است. هوربری ۱۰٬۰۰۲ نفر جمعیت دارد.